# Западный Берёзовый
Западный Берёзовый — один из Берёзовых островов в России. Расположен у северо-восточного берега Финского залива Балтийского моря, к северо-западу от Большого Берёзового и к югу от Северного Берёзового островов. Административно относится к Выборгскому району Ленинградской области.
Отделён от Большого Берёзового острова Большим Петровским проливом. Севернее расположены острова Цепной, Звеньевой и Малый Берёзовый, у западного берега — Клинок. Северо-западной оконечностью острова является Судаковый мыс, южной — Пустынный мыс. Восточнее Прохладного мыса на западном берегу острова расположена Сигнальная гора. В западный берег вдаётся Каменная бухта, в юго-западный — Иловатая бухта.

## История
До 1950 года назывался Тиуринсаари (Тиуринсари, фин. Tiurinsaari) или Торсари (швед. Torsari).
Бывший шведский транспорт «Бритта-Маргарита», взятый в плен в 1788 году во время русско-шведской войны 1788—1790 гг., на рассвете 14 июля 1799 года, следуя в Роченсальм, около острова Торсари был выброшен на берег и разбит. Погиб один матрос. Командир лейтенант Д. С. Шишмарёв был оправдан.
Во время советско-финляндской войны 1939—1940 гг. на Торсари была расположена финская 254-мм береговая батарея.
Между островами Койвисто (Большим Берёзовым) и Тиуринсаари в 1940 году была установлена граница между РСФСР и Карело-Финской Советской Социалистической Республикой.